# Аеродром Минск
Народни аеродром Минск (рус. Национальный аэропорт Минск / блр. Нацыянальны аэрапорт Мінск) је међународни аеродром Минска, смештен 42 km источно од града. То је најпрометнија ваздушна лука у Белорусији.
Аеродром је седиште националне Белоруске авио-компаније „Белавија”, а авио-база је и за карго авио-компаније „ТрансАВИЈАекспорт ерлајнс”, „Генекс” и „Рубистар ервејз”. Аеродром је раније био познат као Минск-2.